# Kyjovice (ort i Tjeckien, lat 49,83, long 18,04)
Kyjovice är en ort i Tjeckien. Den ligger i den östra delen av landet, 260 km öster om huvudstaden Prag. Kyjovice ligger 373 meter över havet och antalet invånare är 823.
Terrängen runt Kyjovice är platt åt sydost, men åt nordväst är den kuperad. Terrängen runt Kyjovice sluttar österut. Runt Kyjovice är det ganska tätbefolkat, med 214 invånare per kvadratkilometer. Närmaste större samhälle är Ostrava, 17,2 km öster om Kyjovice. Trakten runt Kyjovice består till största delen av jordbruksmark.